# Bufonerakis andersoni
Bufonerakis andersoni ist eine Art der Spulwürmer, die Bufo arenarum, eine Echte Kröte der Neotropen, befällt.

## Merkmale
Männchen sind 3,8 bis 4,2 mm lang, Weibchen sind 3,4 bis 3,9 mm lang. Die drei Lippen sind durch tiefe Einschnitte getrennt, die sie bedeckende Kutikula ist glatt und dick. Das Kopfende trägt zwölf Papillen, jeweils ein Ring aus sechs kleinen inneren und sechs äußeren. Die Amphiden liegen an den beiden ventrolateralen Lippen. Die Kutikula im Bereich des Körpers ist glatt und dünn. Sie bildet schmale Flügel, die von der Ösophagusregion bis zum Anus reichen. Das vordere Ende des Ösophagus ist in drei Lappen unterteilt, die von einer dicken Kutikula gestützt werden, in die Mundhöhle ragen und von denen jeder einen zahnartigen Fortsatz trägt. Der Ösophagus hat eine deutliche kolbenartige Erweiterung (Bulbus) mit großen Klappen, einen verlängerten Körper und eine kurze undeutliche Engstelle (Isthmus). Der Körper ist in eine kurze vordere Pharynx-Region und einen langen engeren Abschnitt mit stark chitinisierter Wand untergliedert. Der Gang der dorsalen Ösophagusdrüse mündet zwischen diesen beiden Abaschnitten in das Lumen. Die Exkretionspore ist groß und nahe des Ösophaguskolbens lokalisiert. Der Ausscheidungsgang ist kurz, von einer dicken Kutikula ausgekleidet und öffnet sich in ein großes Bläschen, von dem zwei nach vorn und zwei nach hinten gerichtete Seitenkanäle entspringen.
Das Hinterende der Männchen ist bauchwärts gebogen und in Form deutlicher Kaudalflügel verbreitert. Die Kaudalpapillen sind in Form von 31 Paaren und einer unpaaren Papille angeordnet, die in Form und Größe variieren. Die beiden Spicula sind 321 bis 384 µm lang, haben ein stupfes breites Capitulum und ein spitzes Ende. Das vordere Drittel des Schaftes erscheint röhrenförmig und verändert sich im Querschnitt von halbmondförmig in der Mitte bis abgeplattet am Ende. Ein Gubernaculum ist nicht erkennbar, die rückenseitige Wand der Kloake ist aber verdickt.
Das Hinterende der Weibchen ist gerade, der Schwanz 236 bis 256 µm lang, konisch und spitz endend. Die schlitzartige Vulva liegt etwa 2,4 mm vom Vorderende entfernt und ist von acht kleinen Papillen, vier vor und vier hinter der Vulva, umgeben. Die muskulöse Vagina zieht zunächst nach vorn, biegt dann nach hinten um und gibt nahe der Vulva einen nach vorn und einen nach hinten gerichteten Uterus ab. Die Uteri sind mit Eiern gefüllt, die in Richtung Vagina bereits eine voll entwickelte Larve enthalten. Die Eier sind dünnschalig und 80 × 53 µm groß. Der hintere Uterus entlässt einen langen Oviduct, der in seiner Mitte nach vorn umbiegt und dann bis in die Region des Ösophaguskolbens zum Eierstock zieht. Der Oviduct des vorderen Uterus verläuft geknäuelt zum anderen Eierstock, der ebenfalls im vorderen Bereich des Wurms liegt.